# Ignazio Danti
Pour les articles homonymes, voir Danti.
Pellegrino Rainaldi Danti, connu comme Ignazio (Egnatio ou Egnazio) Danti (né en avril 1536 à Pérouse, alors dans les États pontificaux et mort 19 octobre 1586 à Alatri) est un moine dominicain, mathématicien, astronome et cosmographe italien de la Renaissance.

## Biographie
Pellegrino Danti est né dans une famille riche en artistes et scientifiques. Enfant, il reçoit des rudiments de peinture et d'architecture de la part de son père, Giulio un architecte et ingénieur qui a étudié sous Antonio da Sangallo et sa tante Teodora, qui aurait étudié auprès du peintre Le Pérugin et a également écrit un commentaire sur Euclide. Son frère aîné, Vincenzo Danti devient l'un des sculpteurs des tribunaux, de premier plan de la fin du XVIe siècle à Florence, tandis que son jeune frère Girolamo (1547-1580) allait devenir un peintre local de Pérouse, de peu de gloire. Danti entre dans l’Ordre des Frères prêcheurs (Dominicains) le 7 mars 1555, changeant son nom de baptême de Pellegrino à Ignazio. Après avoir terminé ses études en philosophie et en théologie, il s'adonne un certain temps à la prédication, mais se consacre bientôt avec zèle aux mathématiques, à l'astronomie et à la géographie.

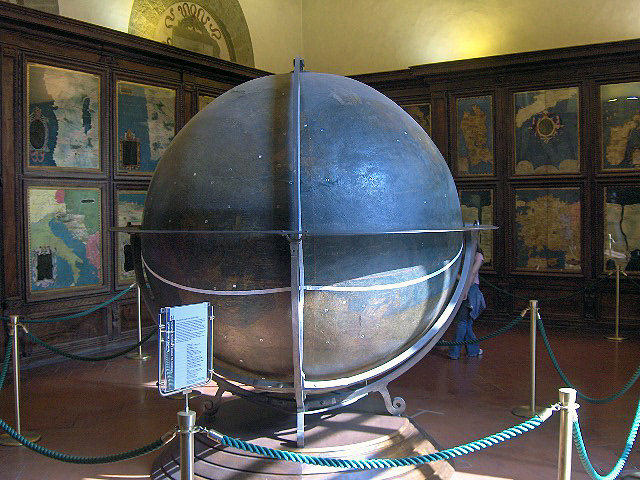
Le grand globe terrestre de la guardaroba

En 1562, il demande son transfert au monastère de San Marco à Florence. Rapidement, il trouve du travail de tutorat des enfants de riches Florentins, en mathématiques et en sciences. En septembre 1563, il est invité par Cosme Ier de Toscane à participer à son projet de grande cosmographie, la guardaroba dans le Palazzo Vecchio. Au cours des douze années suivantes, Danti aurait peint 30 cartes de régions du monde (fondées en grande partie sur des estampes publiées par Giacomo Gastaldi, Abraham Ortelius, Gérard Mercator et d'autres), sur les portes de l'armoire de la guardaroba. Il aurait également travaillé sur de nombreux autres projets scientifiques et cosmographiques importants à Florence, y compris le grand globe terrestres de la guardaroba (1564-1568) et un certain nombre d'instruments scientifiques en laiton (tels que l'astrolabe) présenté de nos jours au Musée et Institut de l'Histoire des sciences à Florence. Entre 1567 et 1569, Pie V, qui faisait aussi partie de l’Ordre des dominicains, aurait  commandé à Danti la fourniture de plans pour la construction d'une église et du couvent dominicain à Bosco Marengo dans le Piémont ; Danti agit principalement comme un conseiller. Durant son séjour à Florence, Danti enseigne les mathématiques et publie plus d'une douzaine de traités scientifiques, pour la plupart des commentaires sur l'astronomie antique et médiévale, et en mathématiques mais aussi des explications sur la façon d'utiliser les instruments scientifiques.

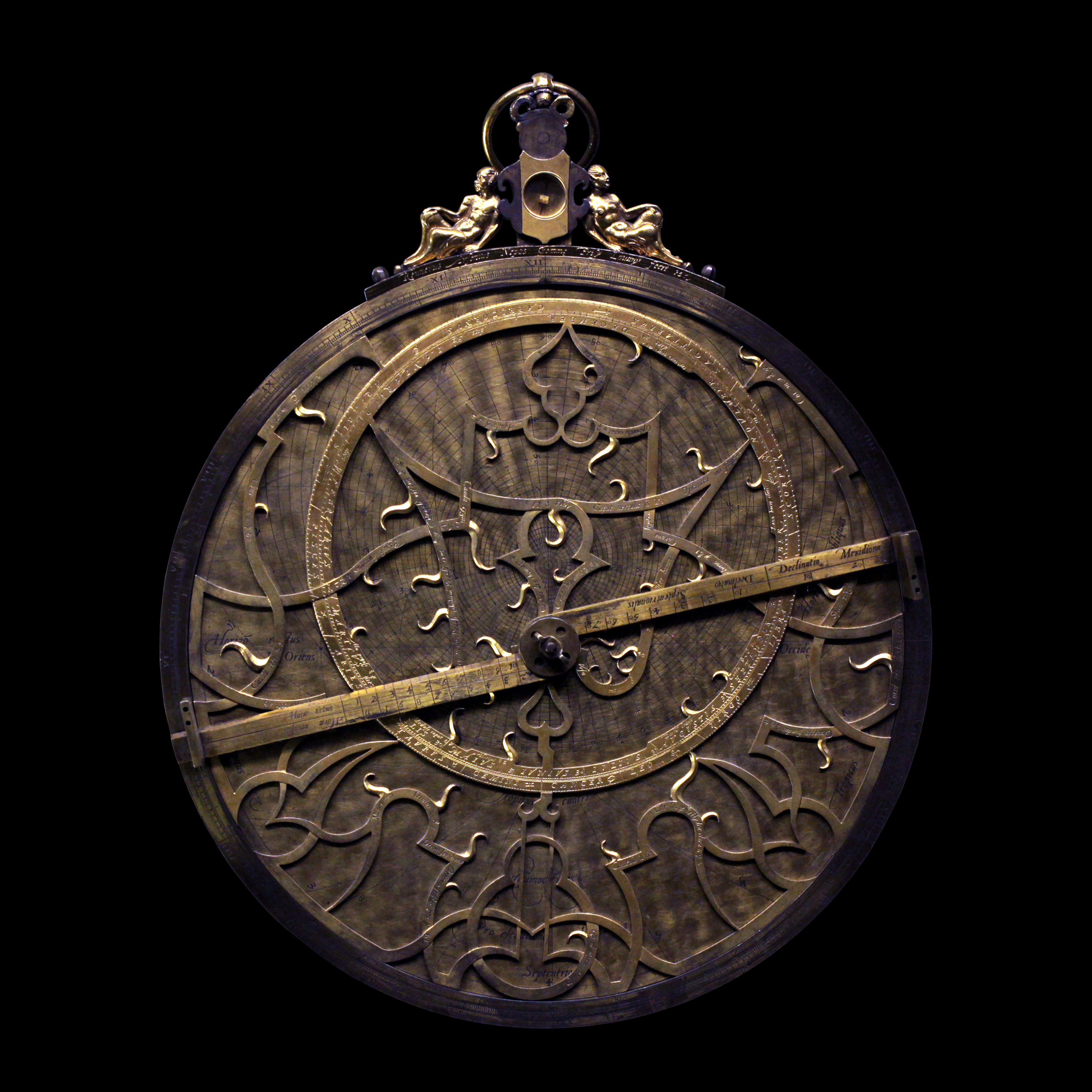
Astrolabe du XVIe siècle

Durant une grande partie de son séjour à Florence, Danti réside au couvent de Santa Maria Novella. Il conçoit le quadrant astronomique et les armilles qui sont encore présents sur les arcs aveugles des parties inférieures de la façade sud de l'église en 1572 et 1574, respectivement. Il a également conçu un gnomon à grande échelle pour l'église qui permet à un mince faisceau de lumière d'entrer dans l'église à midi chaque jour à travers un trou juste en dessous de la fenêtre de la même façade rose, même si elle n'a probablement pas été achevée par Danti, parti pour Bologne entre-temps.
Le duc et Danti discutent de la construction d'un canal pour permettre à Florence de communiquer tant avec la Méditerranée qu’avec la Mer Adriatique. Toutefois, ce plan grandiose n'aura pas de suite avant la mort de Cosme, le 21 avril 1574. L'année suivante, le fils de Cosme, le Grand-Duc François Ier de Médicis, force Danti à quitter Florence (fin septembre 1575) sur une accusation morale incertaine. On ne sait pas précisément pourquoi Francesco exile Danti, mais le dominicain n'a aucune difficulté à trouver du travail et des clients partout ailleurs en Italie. Après avoir quitté Florence, Danti devient professeur de mathématiques à l'Université de Bologne. Tout en occupant ce fauteuil, il construit une grande ligne méridienne horizontale dans la Basilique de San Petronio ; cet instrument solaire, de 66,8 m de long (projeté en 1655 et achevé en décembre 1657 par Giovanni Domenico Cassini) y est encore visible, incrusté à même le sol de l'église. Il passe également un certain temps à Pérouse, à l'invitation du gouverneur, où il prépare des cartes de la république de Pérouse.
En raison de ses connaissances en mathématiques, le pape Grégoire XIII l'invite à Rome et le nomme mathématicien pontifical : il fait de lui un membre de la commission pour la réforme du calendrier. Il le place également à la tête des peintres que le pape a convoqués au Vatican pour continuer la décoration du palais, et plus particulièrement, afin de faire un certain nombre de cartes des régions de l'Italie moderne dans la nouvelle galerie des cartes géographiques le long de la Cortile del Belvedere. Ce projet remarquable, qui débute en 1580 et s'acheve environ 18 mois plus tard, présente les cartes de la totalité de la péninsule italienne en 40 grandes fresques, qui représentent chacune une région ainsi qu'une vue en perspective de la ville la plus importante.
Lorsque le souverain pontife commande à l'architecte Domenico Fontana, la réparation du port Claudien, c'est Danti qui lui fournit les plans nécessaires. Pendant son séjour à Rome, Danti publie une traduction d'une partie d'Euclide avec des annotations et rédige une biographie de l'architecte Jacopo Barozzi da Vignola. Il prépare également des notes pour le travail de ce dernier sur la perspective. En reconnaissance de son labeur, le pape Grégoire, en 1583, fait de lui l'évêque d'Alatri à Campagna. Danti se montre un pasteur zélé dans son nouvel office. Comme évêque d'Alatri, Danti convoque un synode diocésain, corrige de nombreux abus et montre une grande sollicitude pour les pauvres. Peu de temps avant sa mort, le pape Sixte V le convoque à Rome pour assister à l'érection du grand obélisque sur la place du Vatican.
Danti meurt à Alatri, au bout de trois années d'exercice. Après la mort de Danti, en 1588, Giovanni Antonio Magini est choisi, au lieu de Galileo, pour occuper la chaire de mathématiques à l'Université de Bologne.

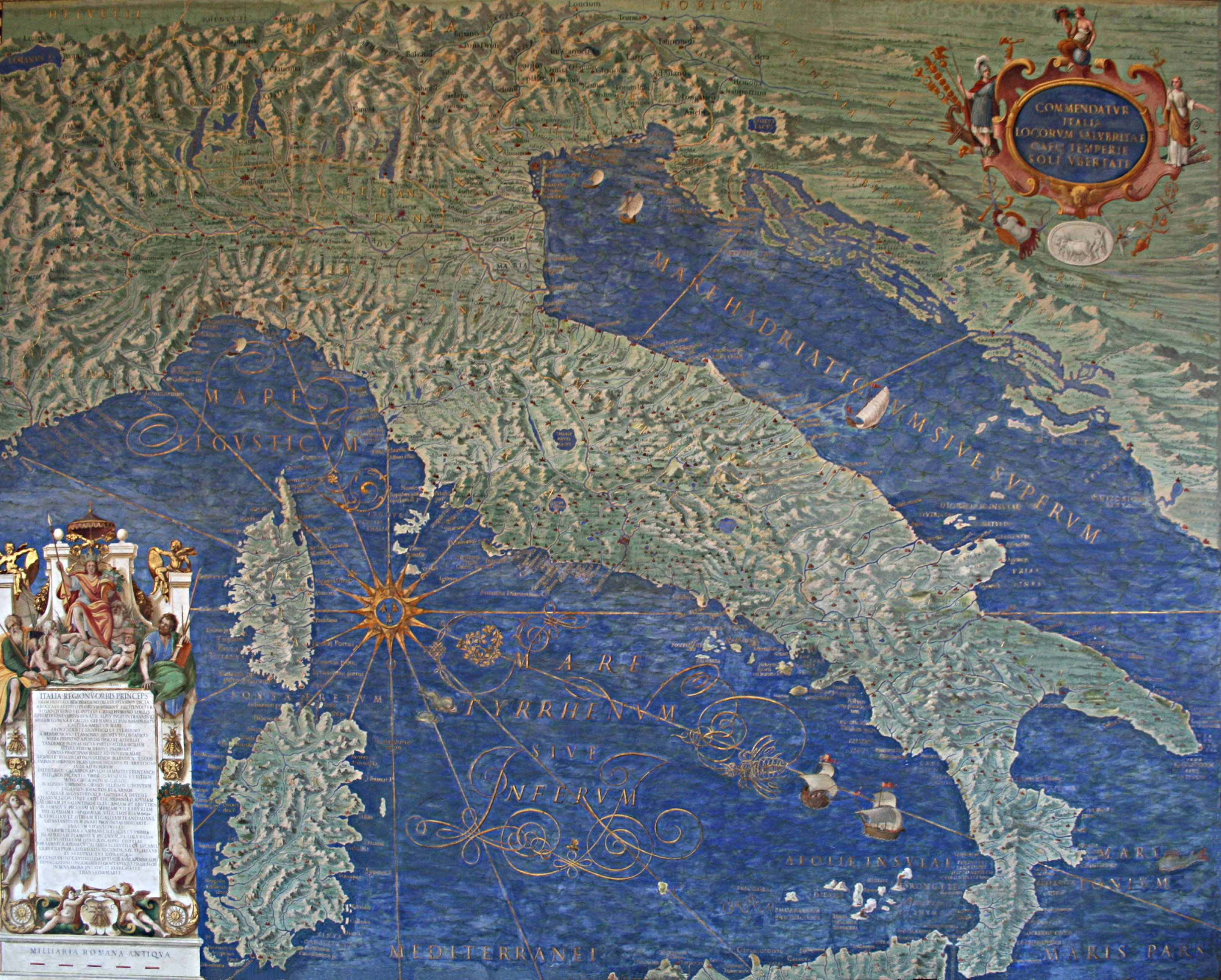
Carte de l'Italie, de la Corse et de la Sardaigne - Galerie des Cartes - Musées du Vatican

## Bibliographie

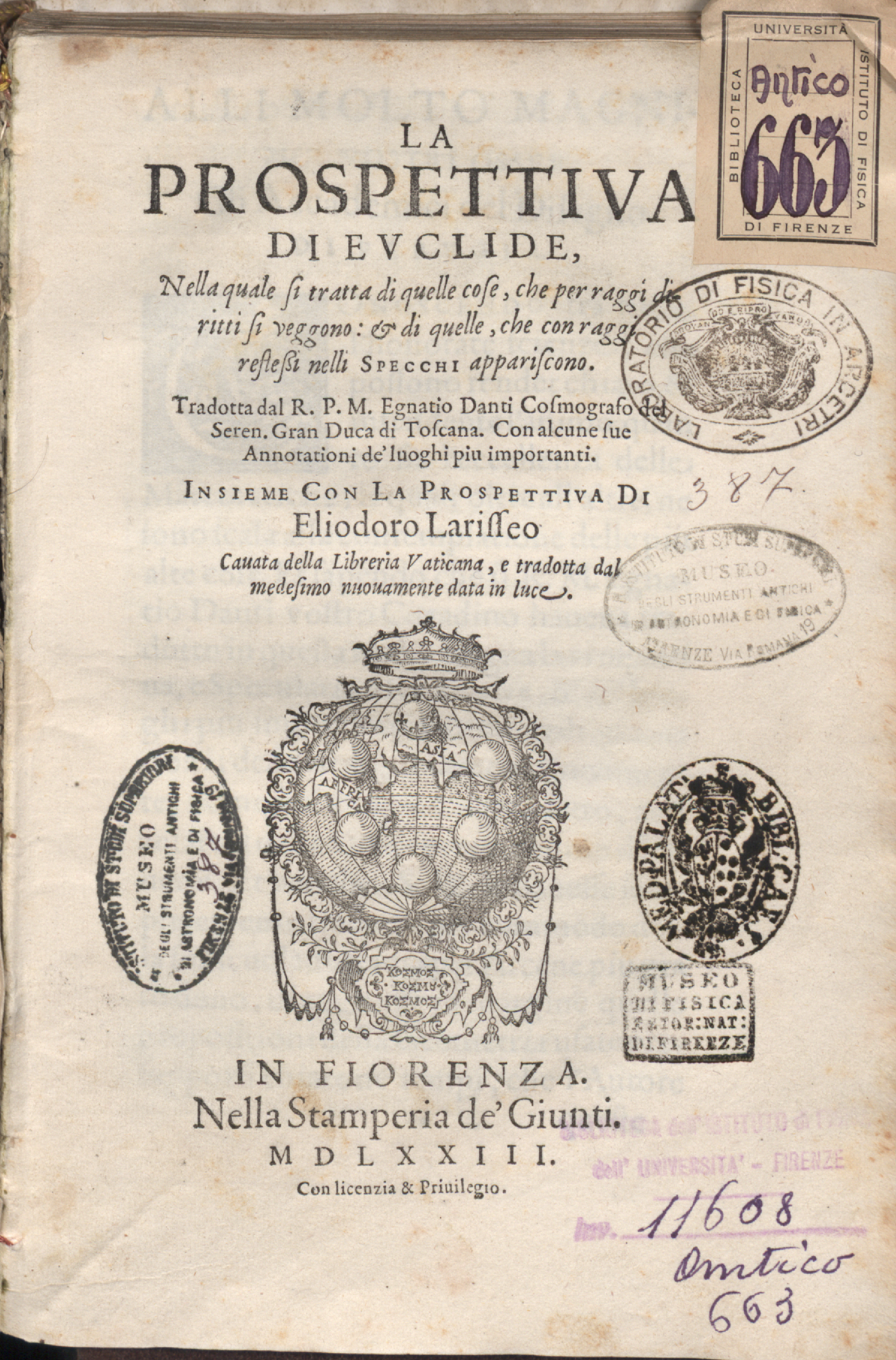
Euclides, Optica, tradotta dal R.P.M. Egnatio Danti

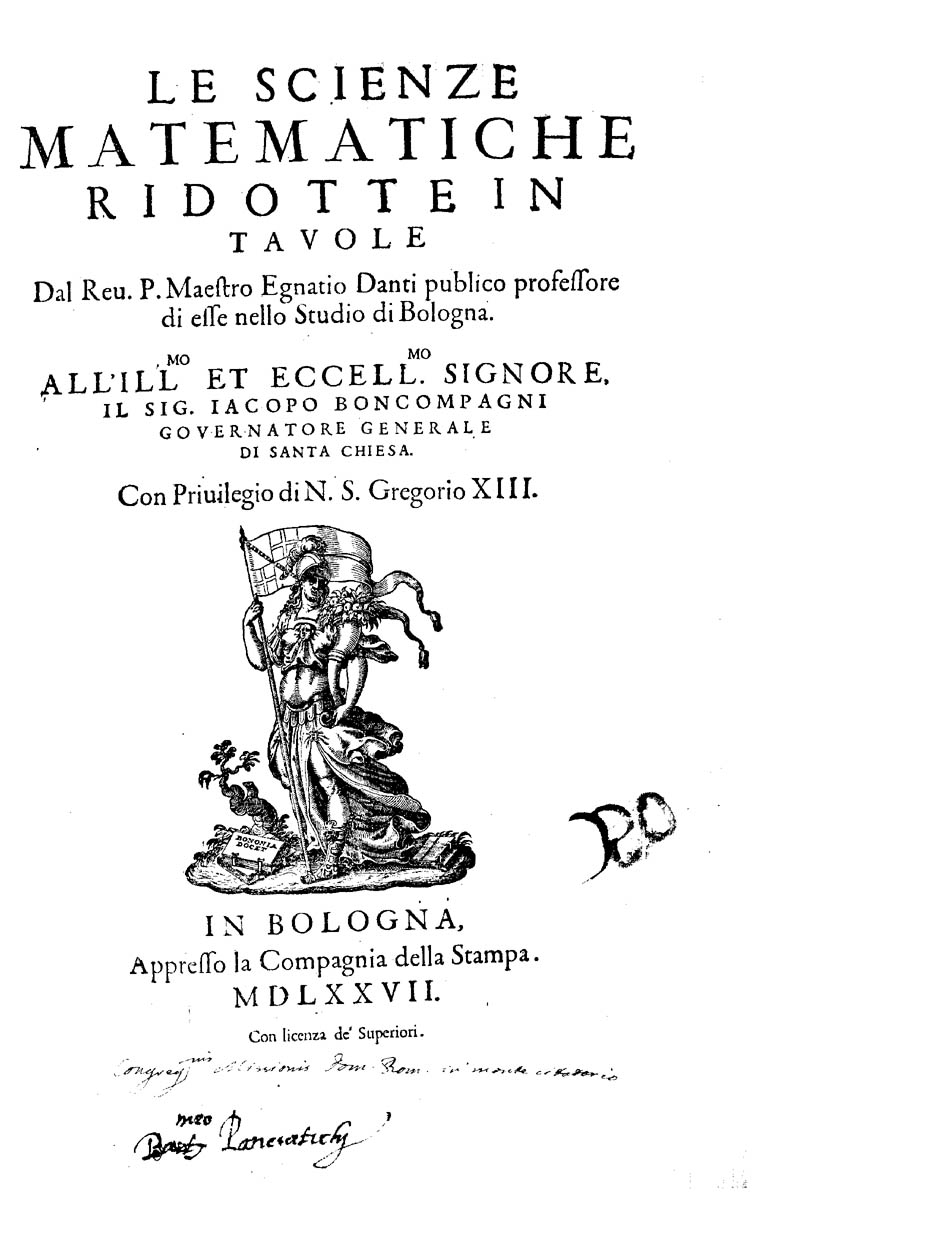
Scienze matematiche ridotte in tavole, 1577

## Sources
- (en) Cet article est partiellement ou en totalité issu de l’article de Wikipédia en anglais intitulé « Ignazio Danti » (voir la liste des auteurs).
- (en) Ignazio Danti - Catholic Encyclopedia